# اريك سميث (راكب الكنو)
اريك سميث هو راكب الكنو كندي، ولد في 17 سبتمبر 1964.

## وصلات خارجية
- أريك سميث على موقع أوليمبيديا (الإنجليزية)